# Steven Fletcher (labdarúgó)
Steven Kenneth Fletcher (Shrewsbury, Anglia, 1987. március 26. –) skót labdarúgó, a walesi Wrexham csatára.

## Pályafutása

### Hibernian
Fletcher 2000-ben került be a Hibernian ifiakadémiájára. A 2003/04-es szezon végén, egy Kilmarnock ellen 3-0-ra megnyert meccsen debütált a felnőttek között. A következő idényben már 26 alkalommal kapott lehetőséget és öt gólt szerzett. A 2006/07-es évadban lett igazán fontos tagja a csapatnak, miután Gary O'Connor és Derek Riordan is távozott. A 2007-es ligakupa-döntőn két gólt lőtt a Kilmarnocknak, a Hibs végül 5-1-re győzött.
A következő szezonra Fletcher lett a gárda első számú csatára, egy Gretna elleni mérkőzésen mesterhármast szerzett. A sportsajtóban olyan csapatokkal hozták szóba, mint a Real Madrid, a Manchester City és a Middlesbrough. Végül a Celtic is megkereste, és ő is szívesen ment volna a glasgow-iakhoz, de a Hibernian nemet mondott.

### Burnley
2009 nyarán a Burnley 3 millió fontért leigazolta Fletchert és egy négy évre szóló szerződést adott neki. Augusztus 25-én csapata az ő duplájával nyert 2-1-re a Ligakupában, a Hartlepool ellen. Első Premier League-gólját október 3-án, a Birmingham City ellen szerezte.

## Válogatott
Fletchert 2008 márciusában hívták be először a skót felnőtt válogatottba, miután a korosztályos csapatokban már bizonyított. A Horvátország elleni barátságos meccsen kezdőként lépett pályára és gólpasszal járult hozzá az 1-1-es döntetlenhez. 2009. április 1-jén, egy Izland elleni meccsen megszerezte első válogatottbeli gólját.

## Sikerei, díjai

### Klub
- Hibernian
  - Skót ligakupa: 2006–07

### Egyéni
- Az év fiatal skót labdarúgója (SFWA): 2007–08, 2008–09
- A Skót Premier League hónap fiatal játékosa: 2004 október, 2007 augusztus, 2008 február, 2008 október, 2009 március
- Az Angol Premier League hónap játékosa: 2012 szeptember

## Külső hivatkozások
- Steven Fletcher pályafutásának statisztikái a Soccerbase oldalon (angolul)

- Steven Fletcher adatlapja a Skót Labdarúgó-szövetség honlapján
- Steven Fletcher adatlapja a LondonHearts.com-on
- Steven Fletcher adatlapja a Burnley honlapján

## Fordítás
- Ez a szócikk részben vagy egészben  a   Steven Fletcher (footballer) című angol Wikipédia-szócikk fordításán alapul.  Az eredeti cikk szerkesztőit annak laptörténete sorolja fel. Ez a jelzés csupán a megfogalmazás eredetét és a szerzői jogokat jelzi, nem szolgál a cikkben szereplő információk forrásmegjelöléseként.